# Преследование свидетелей Иеговы в России
Преследование свидетелей Иеговы в России началось в 2017 году со стороны руководства России. 15 марта 2017 года министерство юстиции подало в Верховный Суд Российской Федерации иск о признании религиозной организации «Управленческий центр Свидетелей Иеговы в России» экстремистской, запрете её деятельности и ликвидации. Основанием для иска послужила внеплановая проверка сотрудниками министерства соответствия деятельности религиозной организации её уставу. В тот же день первый заместитель министра юстиции Российской Федерации Сергей Герасимов выпустил распоряжение о приостановлении (до окончательного решения суда) деятельности (запрет на организацию и проведение собраний, митингов, демонстраций, шествий, пикетов и других массовых акций, запрет на использование вкладов в банках, кроме хозяйственной деятельности, покрытия убытков и оплаты сборов и штрафов) как головной, так и региональных организаций свидетелей Иеговы. 24 апреля 2017 года Замоскворецкий районный суд Москвы подтвердил законность данного распоряжения.
Информационно-аналитический центр «Сова» отмечал, что 30 марта 2017 года 22 местные религиозные организации «свидетелей Иеговы» Крыма направили в Верховный суд РФ заявление, в котором просили в деле о запрете «Управленческого центра Свидетелей Иеговы в России» привлечь их к участию в качестве соответчика.
Иск о признании религиозной организации «Управленческий центр Свидетелей Иеговы в России» экстремистской, запрете её деятельности и ликвидации Верховный суд начал рассматривать 5 апреля 2017 года. Суд отклонил ходатайство представителей «свидетелей Иеговы» о приостановке рассмотрения иска министерства юстиции РФ до окончания процессов по ряду дел (в частности, о запрете деятельности восьми региональных отделений и о признании экстремистскими девяноста печатных изданий) в судах общей юрисдикции, поскольку «нахождение дел на рассмотрении судом общей юрисдикции не исключает возможности рассмотрения Верховным Судом искового заявления». Верховный суд РФ отказался привлечь по иску, ранее поданному «свидетелями Иеговы», в качестве соответчиков 395 представителей их региональных отделений. Кроме того, он отклонил ранее поданный «свидетелями Иеговы» встречный иск, в котором они просили признать их организацию «жертвой политических репрессий», поскольку Верховный суд посчитал, что «правила подсудности не предусматривают принятие встречного иска». Представитель министерства юстиции РФ на заседании Верховного суда официально заявила о намерении ведомства в случае удовлетворения иска добиться конфискации имущества религиозной организации.
20 апреля 2017 года Верховный суд Российской Федерации признал экстремистской деятельность «Управленческого центра Свидетелей Иеговы в России», запретив его деятельность и деятельности всех 395 отделений на территории России. Имущество «Управленческого центра Свидетелей Иеговы» в России подлежит конфискации и обращению в пользу государства. Представители «Управленческого центра Свидетелей Иеговы в России» Ярослав Сивульский и Сергей Черепанов заявили, что считают решение судьи Верховного суда Юрия Иваненко необъективным и намерены его обжаловать в Апелляционной коллегии Верховного суда РФ, а в случае его оставления без изменения — в ЕСПЧ. 17 июля 2017 года апелляционная жалоба «Управленческого центра Свидетелей Иеговы в России» на признание организации экстремистской, её ликвидацию и запрет деятельности на территории России была отклонена Верховным судом Российской Федерации.
17 августа 2017 года Министерство юстиции Российской Федерации включило «Управленческий центр Свидетелей Иеговы в России» и его 395 местных религиозных организаций в список запрещённых в России организаций.

## Приговоры
Решение Верховного Суда обернулось десятками уголовных дел против свидетелей Иеговы. По состоянию на 9 июня 2020 года в списке «узников совести» на сайте российских «Свидетелей Иеговы» указаны 327 человек, которых преследуют в России.
В течение 2019—2020 гг. российские суды вынесли приговоры «Свидетелям Иеговы»:
- апрель 2020-го, Якутия: Игорь Ивашин к шести годам условно
- январь 2020-го, Приморский край: Григорий Бубнов к пяти годам условно
- декабрь 2019-го, Пенза: Владимир Алушкин к шести годам колонии, ещё пятеро получили условные сроки
- ноябрь 2019-го, Томск: Сергей Климов к шести годам колонии
- сентябрь 2019-го, Саратов: шестеро «Свидетелей Иеговы» приговорены к срокам от двух до трех с половиной лет колонии
- сентябрь 2019-го, Хабаровск: Валерий Москаленко к двум годам и двум месяцам принудительных работ и полугоду ограничения свободы
- июль 2019-го, Пермь: Александр Соловьев к штрафу в 300 тысяч рублей

9 июня 2020 года Псковский городской суд приговорил 61-летнего Геннадия Шпаковского к шести с половиной годам колонии общего режима. Это самый большой известный срок наказания из всех осужденных в России «Свидетелей Иеговы» (ч. 1 ст. 282.2 УК РФ и ч. 1 ст. 282.3 УК РФ — организация и финансировании экстремистской организации). 3 августа 2020 года наказание было заменено на условное (с испытательным сроком в два года).

## Оценки
Заместитель председателя Экспертного совета по проведению государственной религиоведческой экспертизы при Министерстве юстиции Российской Федерации, религиовед Роман Силантьев в экспертном комментарии для РИА Новости, выразив уверенность, что приостановление деятельности «Управленческого центра Свидетелей Иеговы в России» станет шагом к «признанию их деятельности экстремистской» и приведёт к полному запрету деятельности свидетелей Иеговы в России, указал, что имели место «случаи, когда их лишали статуса юрлица, как, например, в Москве».
Специальный докладчик ООН по вопросу о праве на свободу мирных собраний и о праве на ассоциацию Майна Кай отрицательно отнеслась к предложенному запрету и прокомментировала ситуацию для службы новостей «Forum 18»: «Российские власти утверждают, что свидетели Иеговы являются экстремистской группой, но в действительности экстремальным выглядит именно движение властей к их полному запрету».
Православный публицист Сергей Худиев в статье на портале «Православие и мир», считая, что свидетели Иеговы «люди, несомненно, заблуждающиеся», а их учение — «тяжёлая ересь», вместе с тем полагает, что их возможный запрет в России означает фактическое сворачивание свободы вероисповедания. По его мнению, приписать «экстремизм» Церкви можно ровно с тем же успехом, что и ереси. Размывание понятия «экстремизм» само по себе опасно, пишет Худиев, так как, по его словам, «если можно объявить „экстремистом“ человека, который и не помышляет ни о каких злодействах и мятежах, а просто имеет странные богословские воззрения, то само понятие „экстремизма“ становится универсальным кистенем, которым можно прибить кого угодно».
Корреспондент радиостанции «Голос Америки» Виктор Владимиров отмечает, что председатель независимого агентства правительства США Комиссии по безопасности и сотрудничеству в Европе, сенатор США Роджер Уикер, его сопредседатель конгрессмен США Крис Смит и член комиссии Ричард Хадсон в связи с требованием российского Министерства юстиции в судебном порядке запретить религиозную деятельность свидетелей Иеговы в России на основании того, что они являются членами «экстремистской организации», выступили в совместным заявлением, где Уикер счёл недопустимым «применять несовершенное контртеррористическое законодательство против людей, которые хотят исповедовать свою веру», кроме того высказав мнение, что «российское правительство использует реальную угрозу насильственного экстремизма, чтобы окончательно уничтожить последние остатки свободы совести в стране» и отметив, что «это отвлекает от реальной борьбы с терроризмом».
На официальном сайте Американского мемориального музея Холокоста была «выражена глубокая тревога в связи с сообщениями о притеснениях свидетелей Иеговы в России и желанием российского Минюста запретить эту религию из-за участия её членов в „экстремистской деятельности“». Директор музея Сара Блумфилд отметила, что «Холокост учит нас опасностям государственного покровительства в деле назначения любой группы в качестве цели для удара», и добавила, что «хотя то, что происходит в России, нисколько не сравнимо с нацистской Германией, важно помнить, что нацистская партия воспринимала свидетелей Иеговы как угрозу государству и подвергала их сильному преследованию».
Представитель Центрального ведомства евангелической церкви Германии по вопросам мировоззрения психолог Михаэль Утш в интервью для Deutsche Welle сказал, что притязание свидетелей Иеговы «на роль единственной истинной христианской организации в мире» весьма несовременно «для общества, стремящегося к диалогу культур». При этом Утш высказал мнение, что свидетели Иеговы «миролюбивы, отказываются брать в руки оружие, проповедуют любовь к ближнему, воспринимают взаимопомощь как основу жизни в общине, делают пожертвования». Исходя из этого он считает, что «к экстремизму всё это не имеет никакого отношения», а запрет свидетелей Иеговы в России, по его словам, является признанием руководства страны «в неспособности обеспечить соблюдение основных прав человека».
Пресс-секретарём Европейской службы внешних дел, в связи с признанием действительным запрета деятельности свидетелей Иеговы в России, было сделано заявление, в котором говорится, что «этот запрет уже привёл к уголовному преследованию свидетелей Иеговы, а также к проведению полицейских облав в местах богослужения, умышленным поджогам и другим формам притеснения».

## Реакция
В 2002 г. в издании «НГ-Религии» доктор юридических наук Л. С. Симкин в своём обзоре составленного историком М. И. Одинцовым сборника документов по операции «Север» и других материалов о свидетелях Иеговы в Советском Союзе отметил актуальность проблемы религиозного экстремизма, но допустил вероятность того, что «чиновники, причастные к государственно-церковным отношениям», подключатся «наравне с иными ведомствами к поиску экстремистов» и станут «искать их среди тех же „сектантов“», которые «в отличие от настоящих экстремистов всегда на виду», и с доктриной которых «легко ознакомиться, а ознакомившись, выискивать крамолу».
14 февраля 2012 года Европейский парламент выразил «глубокую озабоченность в отношении неправильного использования антиэкстремистского законодательства» в отношении свидетелей Иеговы и «неуместного запрета их материалов в качестве экстремистских».
В марте 2009 года председатель руководящего комитета «Управленческого центра свидетелей Иеговы в России» Василий Калин направил открытое письмо Генеральному прокурору Российской Федерации Юрию Чайке с просьбой положить конец, по его мнению, массовой дискриминации свидетелей Иеговы по религиозному признаку.

20 ноября 2009 года российские свидетели Иеговы направили письмо президенту РФ Дмитрию Медведеву с просьбой о защите от чиновничьего произвола и предоставлении эффективной судебной защиты. Ответ пришёл из Министерства юстиции Российской Федерации: 
Сообщаем, что определением Верховного суда Российской Федерации от 08.12.2009 оставлено без изменения решение Ростовского областного суда… о ликвидации  и признании экстремистской местной религиозной организации Свидетели Иеговы «Таганрог».
В 2015 году Комитет по правам человека ООН выразил озабоченность сообщениями, что Федеральный закон «О противодействии экстремистской деятельности» «всё чаще используется для ограничения […] свободы религии, будучи направлен, в частности, против свидетелей Иеговы».
Директор информационно-аналитического центра «Сова» Александр Верховский считает применение антиэкстремистского законодательства по отношению к свидетелям Иеговы в России неправомерным, экспертизу, проводимую оценку литературы свидетелей Иеговы — некомпетентной, а результаты экспертизы — нелепыми.
В «Ежегодном докладе о нарушениях прав человека на свободу совести в России», представленном 22 января 2010 года, Институт свободы совести и Московская Хельсинкская группа осудили факты преследования свидетелей Иеговы.
Представители ряда неправительственных организаций России, Украины, Белоруссии, Молдавии, Азербайджана и Таджикистана, в том числе Олег Орлов, Александр Верховский, Герман Алеткин, директор Центра миротворческих и правозащитных действий, Элла Полякова, Татьяна Котляр, депутат Законодательного собрания Калужской области, в 2010 году осудили преследование свидетелей Иеговы в России по обвинениям в экстремизме, отметив, что эти преследования, по их мнению, имеют лишь видимость законности, так как отнесение публикаций свидетелей Иеговы к экстремистским материалам «основывается на недобросовестных, „заказных“ экспертизах, проводимых отобранными прокуратурой экспертами».
11 февраля 2011 года эксперт Института прав человека Лев Левинсон выступил в интернет-издании Портал-Credo.ru с обращением к правозащитникам в связи с новой волной судебных преследований свидетелей Иеговы в России. По мнению Левинсона, репрессии против свидетелей Иеговы в России — главная на сегодня правозащитная проблема страны.
По мнению Светланы Ганнушкиной, преследование свидетелей Иеговы объясняется отношениями государства с Русской православной церковью, а оснований для преследования свидетелей Иеговы нет. «Это не экстремистская секта, а серьёзные христиане, ничем не хуже наших православных. Объясняется всё тем, что они составляют конкуренцию нашей официальной церкви. К сожалению, руководство церкви ведёт себя в этом отношении весьма нетактично и не политкорректно».

### Европейский суд по правам человека
1 декабря 2017 года Европейский суд по правам человека (ЕСПЧ) частично коммуницировал (принял к рассмотрению и запросил мнение российских властей) жалобу Управленческого центра Свидетелей Иеговы в России и его председателя Василия Калина, поданную 3 февраля 2017 года. Заявители оспаривали предупреждение о недопустимости экстремистской деятельности, вынесенное Управленческому центру Генпрокуратурой 2 марта 2016 года.
7 мая 2018 года Европейский суд по правам человека коммуницировал зарегистрированную 15 января 2018 года жалобу Глазовской и еще 394 местных религиозных организаций Свидетелей Иеговы в России, их председателей и рядовых членов. Жалоба касается вынесенного 20 апреля 2017 года Верховным судом РФ решения о запрете деятельности Управленческого центра Свидетелей Иеговы в России и местных общин Свидетелей Иеговы как экстремистских, ликвидации всех этих организаций и обращении их собственности в пользу государства. Общая сумма требований о компенсации по жалобам Свидетелей Иеговы составила 79 215 679 евро. 17 сентября 2018 года заместитель министра юстиции РФ Михаил Гальперин попросил Европейский суд по правам человека предоставить России дополнительные три месяца для подготовки замечаний к требованиям о компенсации.

### Amnesty International
Международная правозащитная организация Amnesty International выступила в защиту организации от преследований со стороны российских властей.

## Уголовные дела
С момента общероссийского запрета организации и до марта 2017 года был задержан в уголовном порядке один её член (гражданин Дании Деннис Кристенсен) из города Орла. Позже суд Железнодорожного района Орла приговорил Кристенсена к шести годам колонии, признав его виновным в экстремизме (часть 1 статьи 282.2 Уголовного кодекса).
Корреспондент МБХ медиа Анна Ревоненко писала, что с апреля 2018 года начались массовые аресты свидетелей Иеговы в разных городах России. За два месяца были возбуждены уголовные дела за участие в экстремистской организации в отношении около 20 членов организации, некоторые из них были взяты под стражу:
- Пермь — 1 человек;
- Оренбургская область — 11 обвиняемых (трое взяты под стражу);
- Биробиджан — 1 обвиняемый (взят под стражу, но позднее отпущен);
- Мурманская область — 2 обвиняемых (оба взяты под стражу);
- Владивосток — 3 обвиняемых (один взят под стражу, две пожилые женщины оставлены под подпиской о невыезде);
- Уфа — 1 человек.

На 14 февраля 2019 года сайт межрегиональной общественной организации «Правозащитный центр „Мемориал“» сообщал о 81 уголовном деле против отдельных российских свидетелей Иеговы. По утверждению адвоката свидетелей Иеговы в Кирове Егиазара Черникова, на конец 2018 года насчитывалось около 100 уголовных дел, а на 20 февраля 2019 года — около 120. По двум из этих дел — Деннису Кристенсену и Аркаде Акопяну — были вынесены обвинительные приговоры.
19 февраля 2019 года свидетели Иеговы и их адвокаты в Сургуте заявили о пытках, применявшихся не менее чем к семерым из обвиняемых в процессе допросов сотрудниками Следственного комитета с целью раскрыть фамилии старейшин, места проведения собраний и другую информацию. Однако старший помощник руководителя следственного управления СКР по ХМАО — Югре Олег Меньших выступил с опровержением, сообщив, что «данная информация не соответствует действительности. Никто их не пытал, никакого физического или психического, психологического воздействия на них не оказывалось. Всё проходило в рамках закона», а также отметил, что если гражданами будут поданы заявления о применении к ним пыток, то в этом случае будут проведены соответствующие проверки, добавив, что «пока, насколько мне известно, никаких подобных заявлений к нам не поступало».
17 декабря 2020 года Ленинский районный суд Новосибирска признал виновным по ч. 1 ст. 282.2 УК РФ (организация деятельности экстремистской организации) Юрия Савельева, 66-летнего руководителя местной организации свидетелей Иеговы, «в отношении которой судом принято вступившее в законную силу решение о ликвидации деятельности в связи с осуществлением экстремисткой деятельности», и приговорил его к шести годам колонии общего режима. Судом было установлено, что период с июля 2017 по сентябрь 2018 года осуждённый организовывал в своей квартире в Ленинском районе города Новосибирска религиозные собрания, где руководил чтением и обсуждением литературы, признанной в России экстремистской, а также «в целях пропаганды» занимался распространением видеоматериалов и совершением религиозных обрядов свидетелей Иеговы.
По данным свидетелей Иеговы, на которые ссылается информационно-аналитический центр «Сова», на 26 февраля 2021 года в России девять свидетелей Иеговы из четырёх регионов отбывали наказание в колониях, а 39 из 16 регионов — ожидали приговора суда в следственных изоляторах.

## Санкции
10 сентября 2019 года Государственный департамент США ввёл санкции в отношении двух сотрудников регионального управления Следственного комитета Российской Федерации в Сургуте — главы регионального следственного отдела Владимир Ермолаев и старший следователь отдела Степан Ткач, обвинив их в причастности к пыткам и нарушениям прав свидетелей Иеговы, и запретив им и их родственникам въезд в США.

## Запрет перевода Библии
17 августа 2017 года Выборгский городской суд признал, что Библия в русском переводе свидетелей Иеговы является экстремистским материалом. На этом основании суд постановил уничтожить весь тираж Библии в русском переводе свидетелей Иеговы. В Федеральный список экстремистских материалов Библия попала под номером 4488.
Президент Центра религиоведческих исследований во имя священномученика Иринея Лионского, заместитель председателя Экспертного совета по проведению государственной религиоведческой экспертизы при Министерстве юстиции РФ, православный богослов А. Л. Дворкин считает решение о запрете Перевода нового мира «непродуманным, ошибочным и чрезвычайно вредным», а также не соответствующим российскому законодательству, поскольку хотя, по его мнению, «перевод ошибочный, научно несостоятельный, грубо искажающий ключевые места Священного Писания, предвзятый, идеологизированный, некомпетентный, полный подтасовок», тем не менее «это всё же перевод Библии, хоть и искажённый. А Библия, как её ни искажай, не может быть экстремистской, что очевидно как здравому смыслу, так и подтверждено законом нашей страны». Кроме того, он высказал мнение, что своим решением суд «фактически дезавуировал само понятие экстремизма, лишив конкретный термин какого-либо смысла», чем «вольно или невольно обессмыслил и все предыдущие решения судов с подобными формулировками», что в свою очередь играет на руку свидетелям Иеговы, «как и другим сектам и сообществам, признанным экстремистскими ранее или которые могут быть признаны экстремистскими в будущем», поскольку с одной стороны это «наносит громадные имиджевые потери нашей стране», а другой «может запустить цепь ещё более бессмысленных решений в дальнейшем». В целом Дворкин приходит к выводу о том, что «решение Выборгского суда — подарок для всех, кому наша страна — как кость в горле» и надеется, что «следующая судебная инстанция проявит мудрость и здравый смысл и опровергнет это решение».